# 정길영
정길영(鄭吉永, 1923년 10월 15일 ~ 2018년 10월 1일)은 대한민국의 정치인이다. 제5대 국회의원을 지냈다.

## 학력
- 진주고등학교 12회 졸업

## 경력
- 세무공무원(합천 세무서, 부산 세무소)
- 행정공무원(합천군청, 동래군청)
- 초대 경남도의회 의원
- 경남도의회 예산결산분과 위원장
- 민주당(창당조직책, 경남도 당조직부장, 중앙상무위원)
- 민정당(중앙당 사회부장, 중앙상무집행위원)
- 신민당(중앙위원)

## 역대 선거 결과
|  | 12.71% |

|  | 16.14% |

## 가족 관계
- 배우자 : 이갑임
  - 아들 : 정태화, 정석화, 정명화, 정주화, 정진화
  - 딸 : 정순화, 정순남, 정수정